# نجاح الصيد
في علم البيئة، يشير نجاح الصيد إلى نسبة عمليات الصيد التي يبدأها الكائن المفترس والتي تنتهي بالنجاح. يتم تحديد نجاح الصيد من خلال عدد من العوامل مثل سمات المفترس والتوقيت والفئات العمرية المختلفة وظروف الصيد والخبرة والقدرات البدنية. تستهدف الحيوانات المفترسة بشكل انتقائي فئات معينة من الفرائس، وخاصة الفرائس ذات الحجم المعين. يتم استهداف الحيوانات المفترسة التي تعاني من سوء الصحة وهذا يساهم في نجاح صيد المفترس. يمكن أن تساهم استراتيجيات الافتراس المختلفة أيضًا في نجاح الصيد، على سبيل المثال، يمنح الصيد في مجموعات الحيوانات المفترسة ميزة على المفترس المنفرد، ويمكن للصيادين في مجموعات مثل الأسود قتل الحيوانات التي تكون أقوى من أن يتغلب عليها المفترس المنفرد.

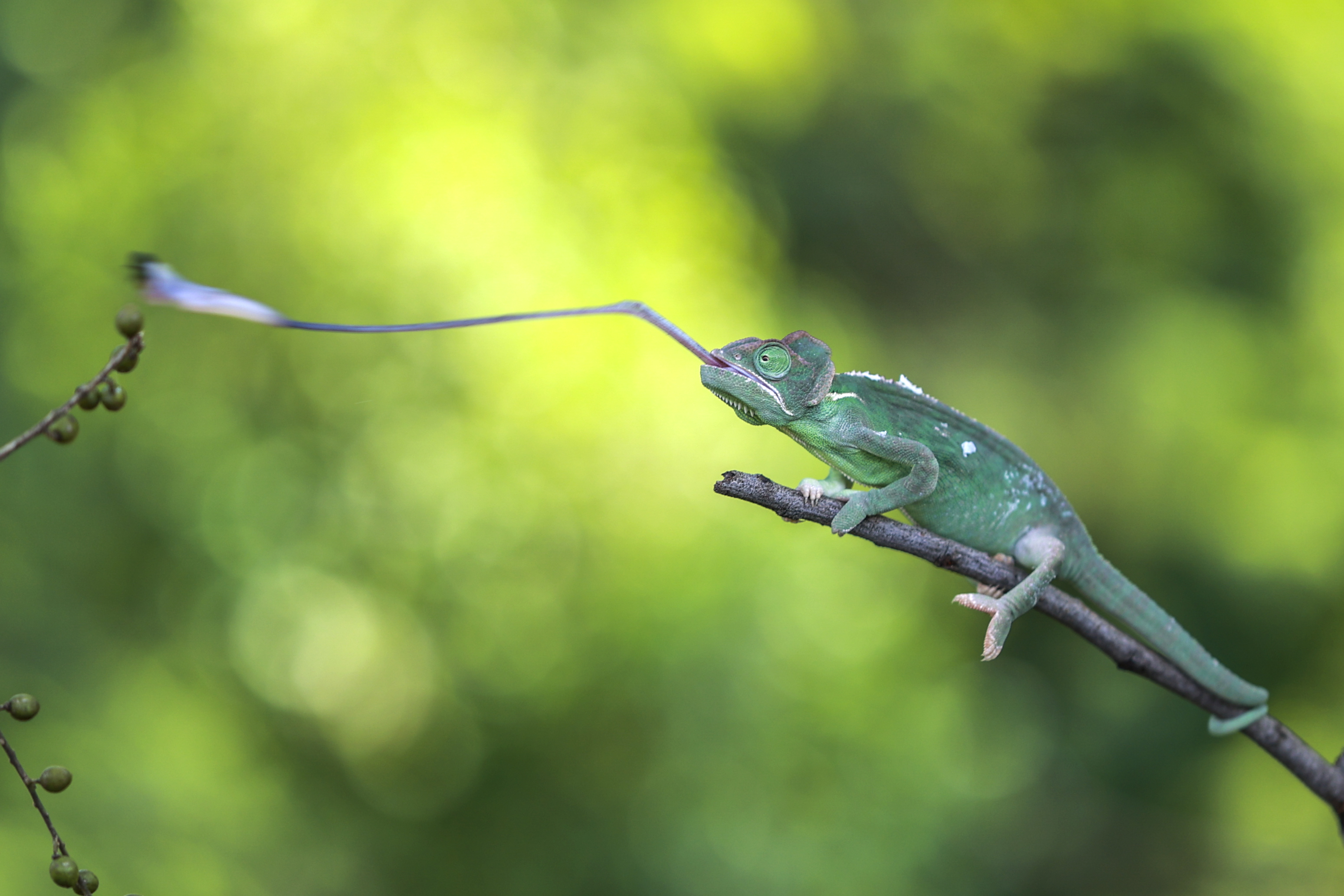
حرباء تنجح في اصطياد فريستها بلسانها

على غرار نجاح الصيد، فإن معدلات القتل هي عدد الحيوانات التي يقتلها مفترس فردي لكل وحدة زمنية. يركز معدل نجاح الصيد على النسبة المئوية للصيد الناجح. يتم قياس نجاح الصيد أيضًا لدى البشر، ولكن نظرًا لنجاحهم غير الطبيعي في الصيد، يمكن أن يكون للصيادين البشر تأثير كبير على أعداد الفرائس وسلوكها، خاصة في المناطق التي تفتقر إلى الحيوانات المفترسة الطبيعية، يمكن أن يكون للصيد الترفيهي استنتاجات حول أعداد الحياة البرية.

## التعريف
قد يبحث المفترس بنشاط عن فريسته، وإذا حدد المفترس هدفه المفضل، فسيقرر ما إذا كان سيهاجم أم يستمر في البحث، ويعتمد النجاح في النهاية على عدد من العوامل. قد يستخدم المفترس مجموعة متنوعة من أساليب الصيد مثل الكمين، أو الاعتراض الباليستي، أو صيد القطيع أو مطاردة الافتراس. يستخدم نجاح الصيد لقياس معدل نجاح المفترس ضد نوع من الفرائس أو ضد جميع أنواع الفرائس في نظامه الغذائي، على سبيل المثال في منطقة مويا في منتزه الملكة إليزابيث الوطني، حققت الأسود نجاحًا في صيد الجاموس الأفريقي بنسبة 54٪ و35.7٪ ضد الخنازير البرية الشائعة، على الرغم من أن نجاح صيدها الإجمالي كان 27.9٪ فقط.
يختلف نجاح الصيد عبر مملكة الحيوان من 5 إلى 97٪ ويمكن أن يختلف نجاح الصيد بشكل كبير بين مجموعات مختلفة من نفس النوع. يمكن قياس نجاح الصيد للحيوانات المفترسة في مستويات غذائية مختلفة. معدل نجاح الصيد هو النسبة المئوية للصيد في عدد من عمليات الصيد التي تم البدء بها، على سبيل المثال، من المتوقع أن تنتهي عملية صيد نمر واحدة من أصل 2 إلى 20 بنجاح، مما يعني أن النمور من المتوقع أن يكون معدل نجاح صيدها بين 5-50٪. النسبة المئوية هي الطريقة المفضلة المستخدمة لكتابة نجاح الصيد بدلاً من الأرقام الخام. عادةً ما يتم استخدام دراسة واحدة لتمثيل نجاح صيد نوع بأكمله أو في بعض الحالات يتم استخدام التقديرات. يمكن أيضًا استخدام نجاح الصيد لتحديد عدد عمليات القتل التي يقوم بها الصياد البشري على عدد معين من عمليات الصيد. ومع ذلك، لا يتم استخدام نجاح الصيد لتحديد عدد الحيوانات التي يقتلها الصياد الجائر أو صياد الكؤوس المعلب.